# Purpurglöckchen
Purpurglöckchen (Heuchera) bilden eine Pflanzengattung innerhalb der Familie der Steinbrechgewächse (Saxifragaceae). Die etwa 37 Arten sind in Nordamerika von Kanada bis Mexiko verbreitet.

## Beschreibung

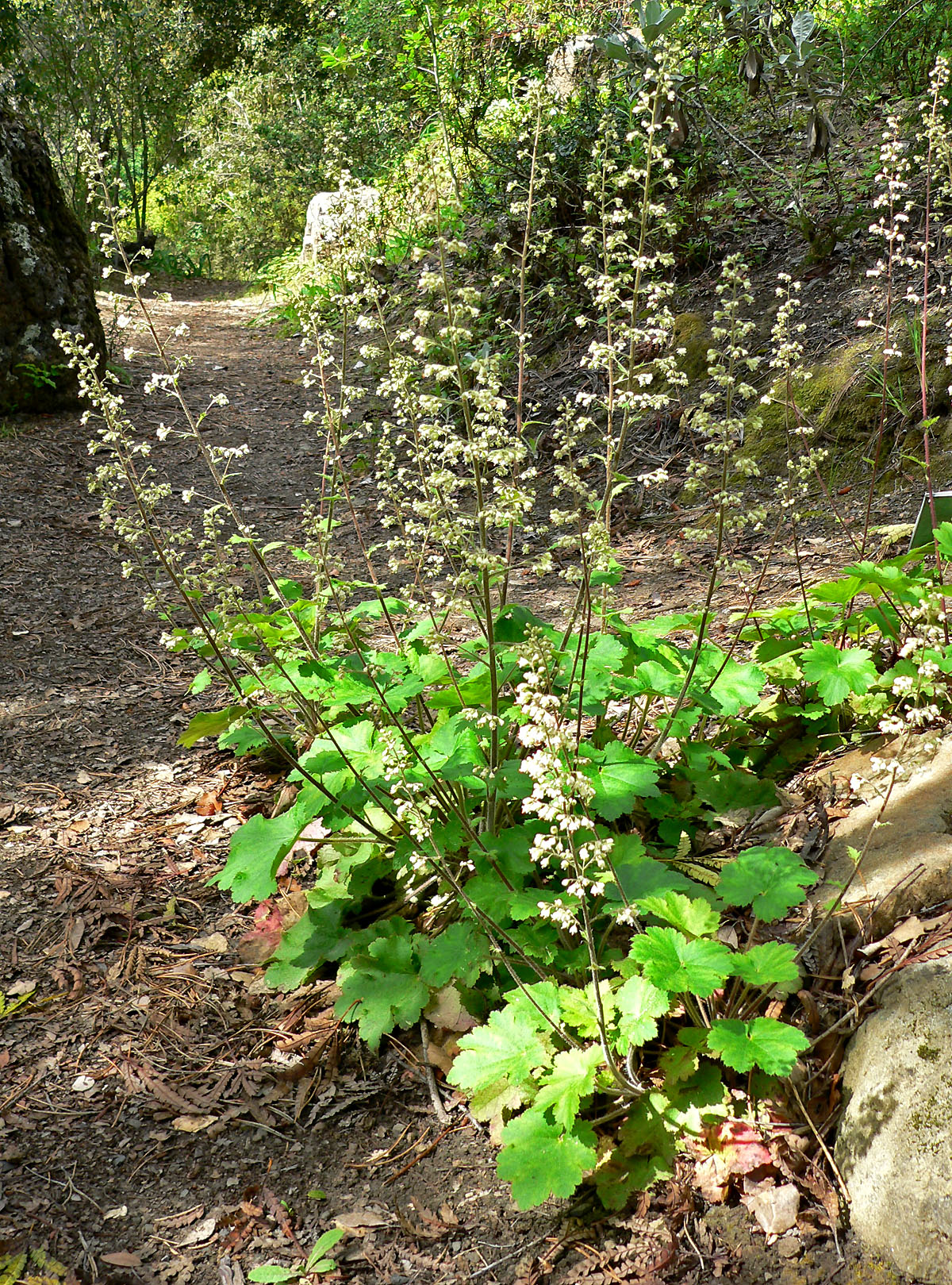
Habitus, Laubblätter und Blütenstände von Heuchera maxima

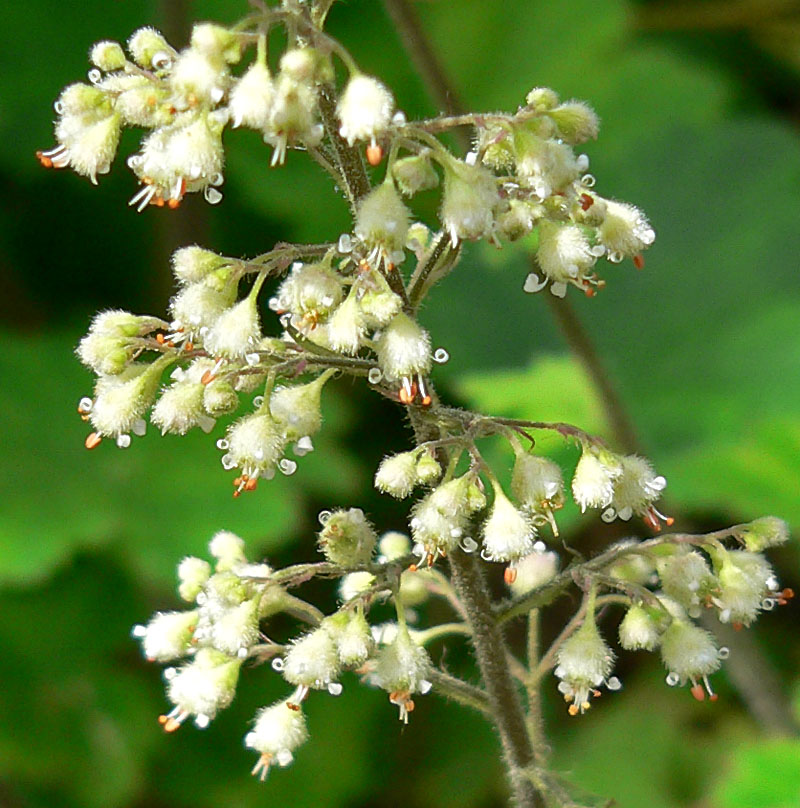
Ausschnitt eines Blütenstandes von Heuchera maxima

### Vegetative Merkmale
Heuchera-Arten sind meist immergrüne, ausdauernde, krautige Pflanzen, die Wuchshöhen von 3 bis 145 cm erreichen und horstartig wachsen. Sie bilden meist unterirdische, gedrungene, oft verzweigte Rhizome, die mit Schuppen besetzt sind. Einige Arten bilden Ausläufer (Stolonen). Viele oberirdische Pflanzenteile besitzen Haare, die in mehrzelligen Drüsen enden (Trichome). Alle oder die meisten Laubblätter stehen in einer grundständigen Rosette zusammen. Die aufsteigenden oder aufrechten Stängel sind unbeblättert oder besitzen bei Heuchera alba, Heuchera americana, Heuchera bracteata, Heuchera caroliniana, Heuchera longiflora, Heuchera pubescens ein bis fünf wechselständige Laubblätter.
Die Laubblätter sind in lange Blattstiele und Blattspreite gegliedert. Die grünen oder bei manchen Sorten bronze- bis purpurfarben überhauchten Blattspreiten sind rundlich bis länglich, ei-, nieren-, herz- oder handförmig, dann drei- bis neunlappig. Die fiedernervigen Blattflächen sind glatt bis drüsig behaart und bei Heuchera maxima, Heuchera micrantha, Heuchera parishii, Heuchera parviflora, Heuchera pilosissima klebrig. Der Blattrand ist gekerbt, gezähnt bis gesägt, manchmal mit einfachen oder drüsigen Wimpern. Nebenblätter sind vorhanden.

### Generative Merkmale
In verzweigten, lockeren, schirmtraubigen Gesamtblütenständen aus unterschiedlich aufgebauten Teilblütenständen stehen 100 bis 1000 Blüten und Tragblätter zusammen. In den Teilblütenständen stehen über laubblattartigen bis schuppenförmigen Deckblättern über Blütenstielen die Blüten.
Die zwittrigen, fünfzähligen Blüten sind radiärsymmetrisch bis zygomorph, fünfzählig und meist glockenförmig mit doppelten Perianth. Der grüne, weiße, cremefarbene bis gelbe oder rosa-, purpurfarben bis rote Blütenbecher (Hypanthium) ist meist auf ein Viertel bis die Hälfte mit dem Fruchtknoten verwachsen; der freie Bereich ist 0,1 bis 7 mm lang, er verlängert sich bis zur Fruchtreife. Die fünf (bei Heuchera eastwoodiae sechs) meist ungleichen, grünen, weißen, cremefarbenen bis gelben oder rosa-, purpurfarbenen bis roten, oft grün oder rot gemusterten Kelchblätter sind verwachsen. Es sind meist fünf freie, genagelte, grüne, weiße, cremefarbene bis gelbe oder rosa-, purpurfarbene bis rote Kronblätter vorhanden, bei manchen Arten sind sie nur klein oder fehlen meist bei Heuchera chlorantha, Heuchera cylindrica, Heuchera eastwoodiae. Es ist nur ein (der äußere) Kreis mit fünf (bei Heuchera eastwoodiae sechs) Staubblättern vorhanden. Die Staubbeutel sind meist orangefarben oder gelb. Zwei Fruchtblätter sind zu einem halbunterständigen, einkammerigen Fruchtknoten vollständig verwachsen. Die Plazentation ist parietal. Oft ist an den Fruchtknoten gelbes, selten orangefarbenes Nektargewebe vorhanden. Die zwei Griffel enden jeweils in einer kopfigen Narbe.
Es werden zweischnäbelige Kapselfrüchte gebildet. Die dunkelbraunen oder schwarz-braunen Samen sind eiförmig, ellipsoid, spindelförmig oder auf einer Seite gerade und auf der anderen konvex, stachelig oder bei Heuchera parviflora glatt.
Die Chromosomengrundzahl beträgt n = 7.

## Verbreitung
Die Gattung Heuchera ist eine artenreiche Gattung der Familie der Saxifragaceae, sie kommt ausschließlich von Nordamerika (32 Arten) bis nach Mexiko (fünf Arten) vor. Viele Arten gedeihen in gebirgigen Regionen, oft in Ufernähe von Fließgewässern. Manche finden sich aber auch in extremeren Biotopen, so Heuchera maxima, die an exponierten Felsküsten der kalifornischen Kanalinseln wächst, oder Heuchera sanguinea, die in den trockenwarmen Canyons von Arizona gedeiht.

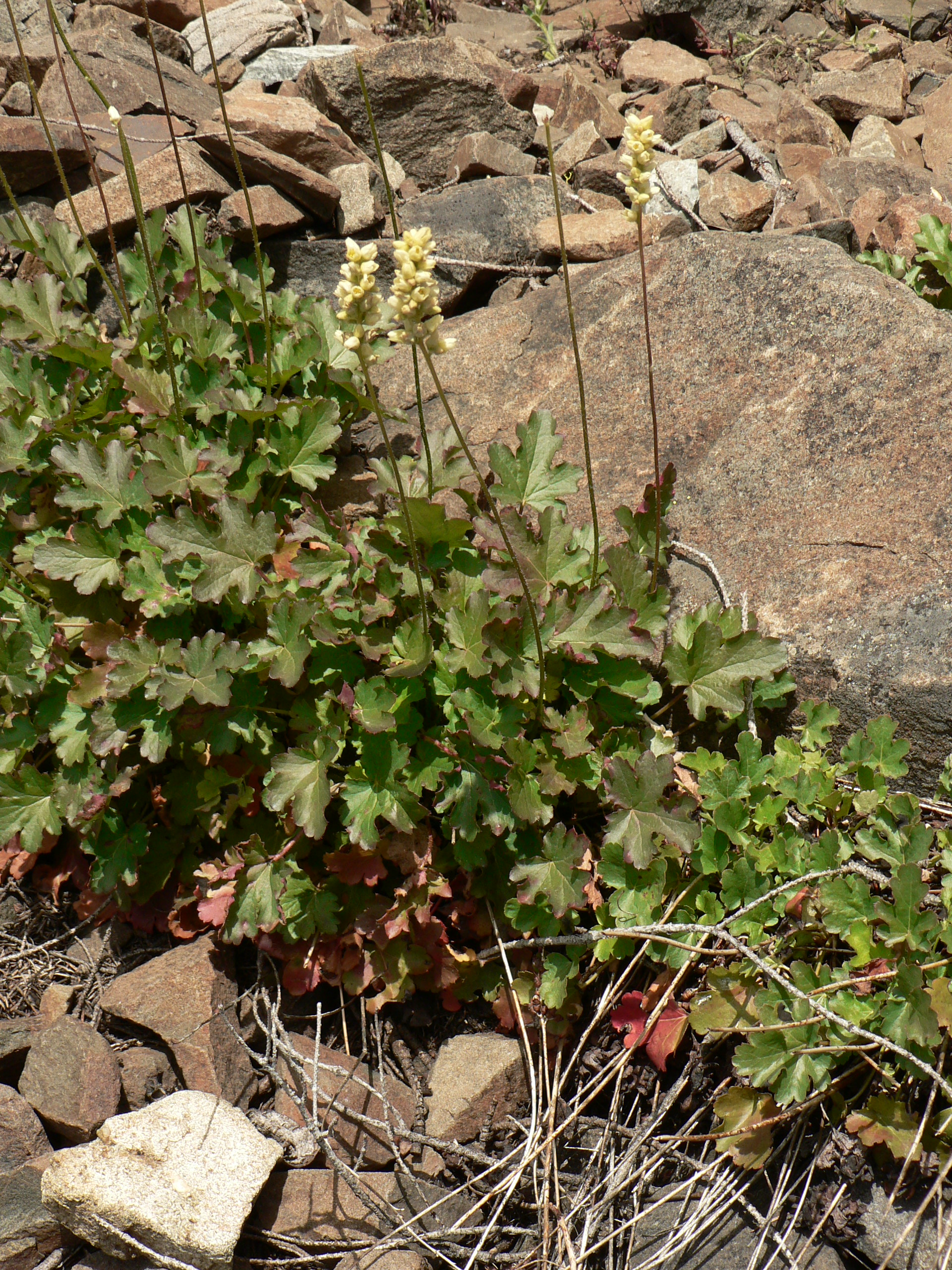
Walzen-Purpurglöckchen (Heuchera cylindrica)

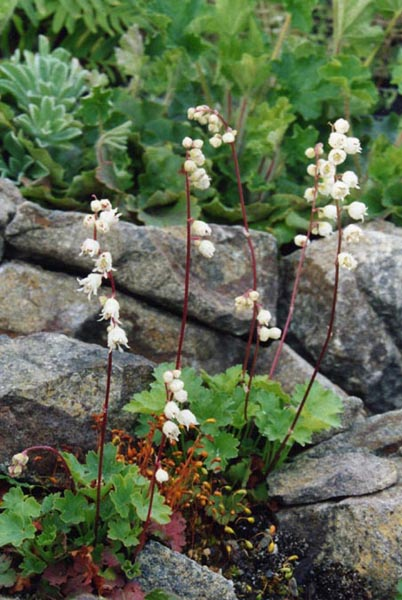
Heuchera hallii

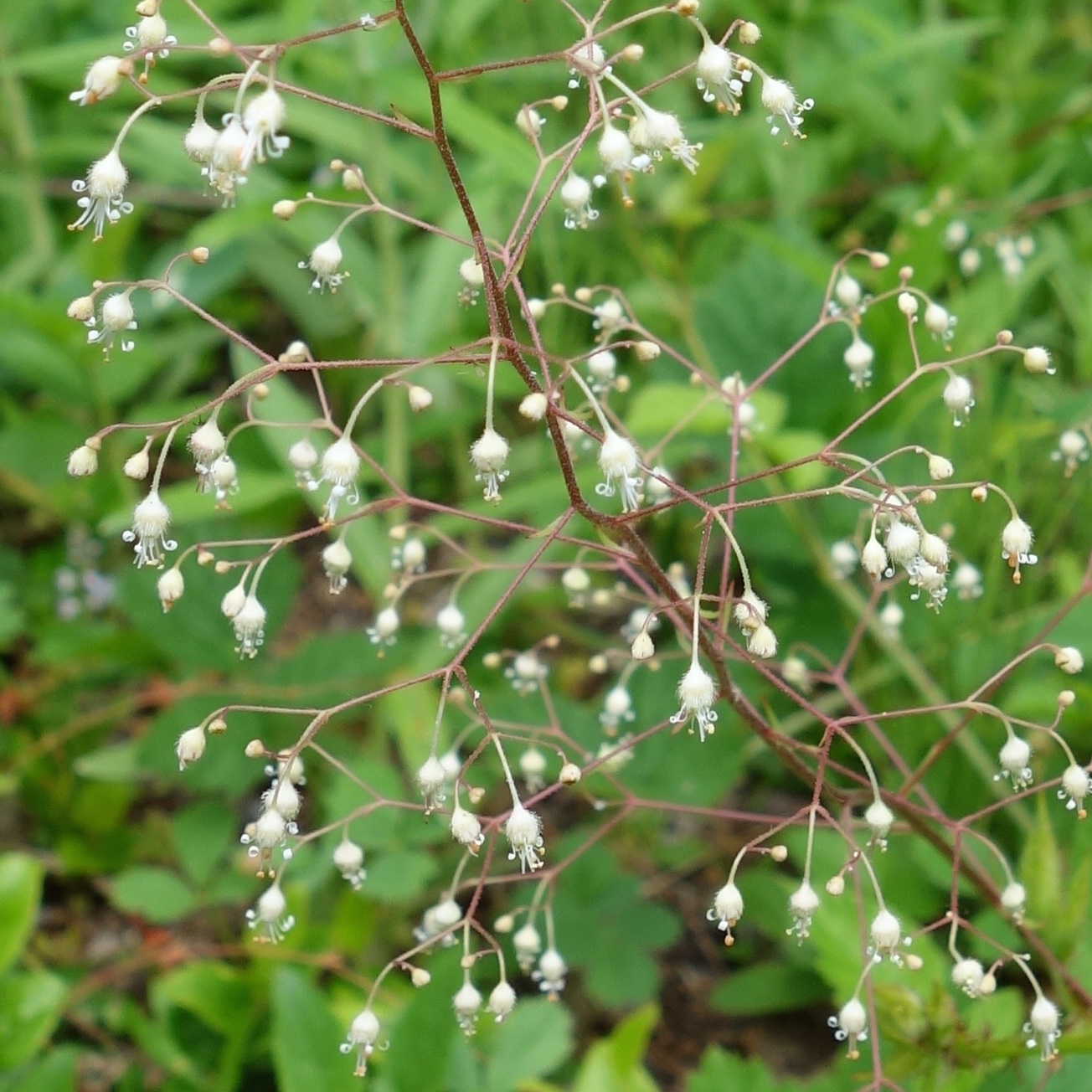
Kleinblütiges Purpurglöckchen (Heuchera micrantha)

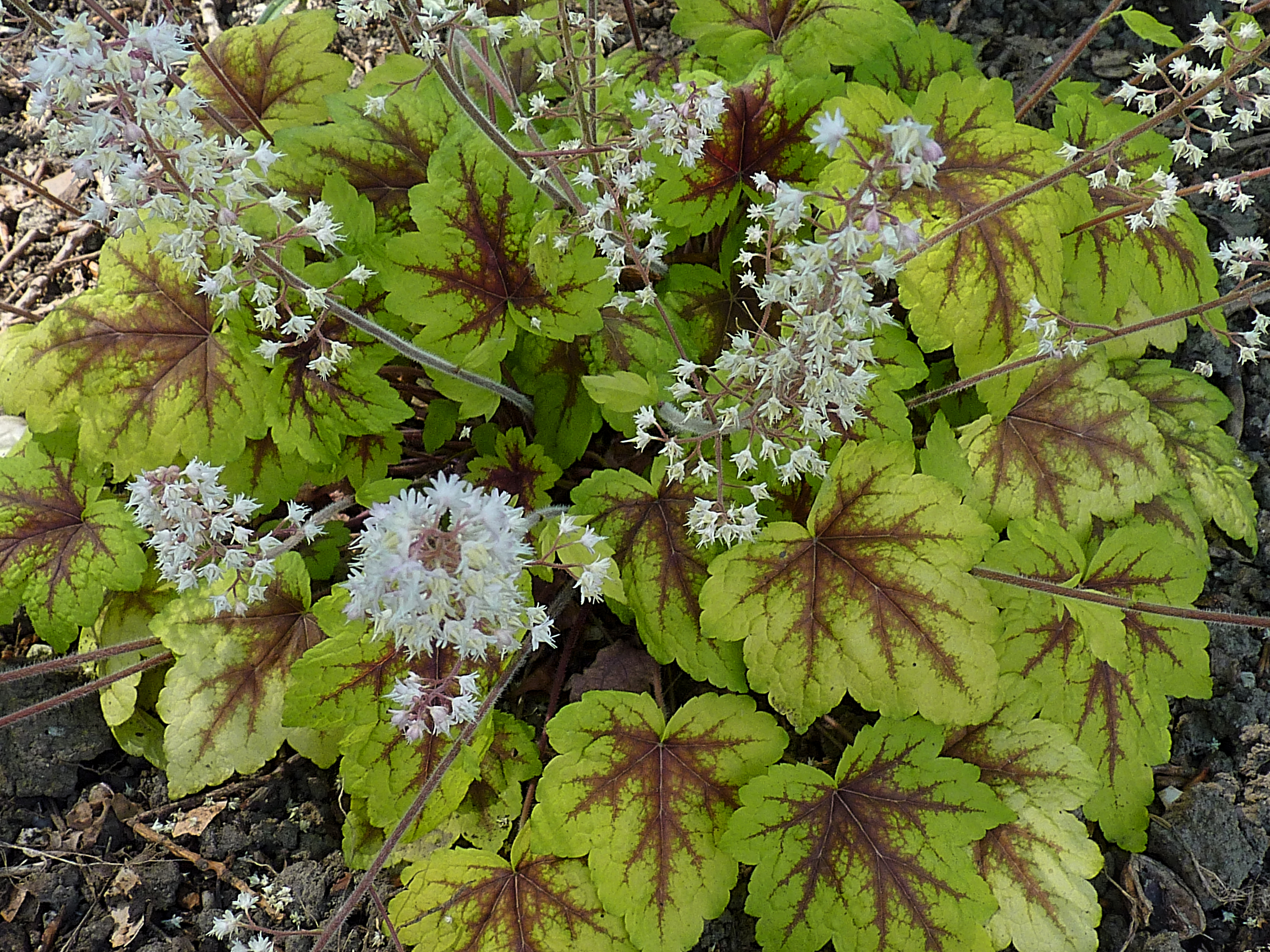
×Heucherella 'Stoplight'

## Systematik
Die Gattung Heuchera wurde 1753 von Carl von Linné in Species Plantarum, 1, S. 226 aufgestellt. Die Typusart ist Heuchera americana L. Der Gattungsname Heuchera ehrt den deutschen Arzt und Botaniker Johann Heinrich von Heucher (1677–1746).
Es gibt etwa 37 (bis 50) Heuchera-Arten (Auswahl):
- Heuchera abramsii Rydb.: Sie kommt in Kalifornien in Höhenlagen zwischen 2800 und 3100 Meter Meereshöhe vor.[6]
- Heuchera alba Rydb.: Sie kommt in Virginia und in West Virginia vor.[6]
- Hohes Purpurglöckchen[1] (Heuchera americana L.): Sie ist mit drei Varietäten im östlichen Nordamerika verbreitet.
- Heuchera bracteata (Torr.) Ser.: Sie kommt in Colorado und Wyoming in Höhenlagen zwischen 1700 und 3500 Metern Meereshöhe vor.[6]
- Heuchera brevistaminea Wiggins: Sie kommt in Kalifornien vor.[6]
- Heuchera caespitosa Eastwood: Sie kommt in Kalifornien vor.[6]
- Heuchera caroliniana (Rosendahl, Butters & Lakela) E.F.Wells: Sie kommt in North Carolina, South Carolina und in Virginia vor.[6]
- Heuchera chlorantha Piper: Sie kommt in British Columbia, Oregon und Washington vor.[6]
- Walzen-Purpurglöckchen[1] (Heuchera cylindrica Douglas ex Hook.): Sie ist im westlichen Nordamerika verbreitet.[6]
- Heuchera eastwoodiae Rosendahl et al.: Sie kommt in Arizona vor.[6]
- Heuchera elegans Abrams: Sie kommt in Kalifornien vor.[6]
- Kahles Purpurglöckchen[1] (Heuchera glabra Willd. ex Roem. & Schult.): Sie gedeiht in Höhenlagen zwischen 0 und 1500 Meter in den kanadischen Provinzen Alberta sowie British Columbia und in den US-Bundesstaaten Alaska, Oregon sowie Washington.[6]
- Heuchera glomerulata Rosendahl, Butters & Lakela: Sie kommt in Arizona und in New Mexico vor.[6]
- Drüsiges Purpurglöckchen[1] (Heuchera grossulariifolia Rydb.): Sie kommt in den US-Bundesstaaten Washington, Idaho und Montana vor.
- Heuchera hallii A.Gray: Sie kommt im US-Bundesstaat Colorado in Höhenlagen zwischen 2200 und 3000 Metern Meereshöhe vor.[6]
- Heuchera hirsutissima Rosendahl et al.: Sie kommt in Kalifornien in Höhenlagen zwischen 2100 und 3500 Metern Meereshöhe vor.[6]
- Heuchera longiflora Rydb.: Sie kommt in den US-Bundesstaaten Alabama, Kentucky, North Carolina, Tennessee, Virginia und West Virginia vor.[6]
- Heuchera maxima Greene: Sie kommt nur auf den kalifornischen Kanalinseln vor.[6]
- Heuchera merriamii Eastwood: Sie kommt in Kalifornien und in Oregon vor.[6]
- Heuchera mexicana Schaffner: Sie kommt nur in Mexiko vor.
- Kleinblütiges Purpurglöckchen[1] (Heuchera micrantha Douglas ex Lindl.): Sie ist mit fünf Varietäten im westlichen Nordamerika verbreitet.
- Heuchera novamexicana Wheelock: Sie kommt in den US-Bundesstaaten Arizona und New Mexico vor.[6]
- Heuchera orizabensis Hemsl.: Sie kommt nur in Mexiko vor.
- Heuchera parishii Rydb.: Sie kommt in Kalifornien vor.[6]
- Heuchera parviflora Bartl.: Sie kommt in zwei Varietäten in den östlichen US-Bundesstaaten vor.[6]
- Heuchera parvifolia Nutt. ex Torr. & A.Gray: Sie kommt im westlichen Nordamerika vor.[6]
- Küsten-Purpurglöckchen[1] (Heuchera pilosissima Fisch. & C.A.Mey.): Sie kommt nur in Kalifornien vor.
- Haariges Purpurglöckchen[1] (Heuchera pubescens Pursh): Sie ist in den östlichen Vereinigten Staaten beheimatet.
- Schönes Purpurglöckchen[1] (Heuchera pulchella Wooton & Standl.): Sie kommt im US-Bundesstaat New Mexico vor.[6]
- Prärie-Purpurglöckchen[1] (Heuchera richardsonii R.Br.): Sie ist in Nordamerika weitverbreitet
- Herzblättriges Purpurglöckchen[1] (Heuchera rubescens Torr.): Sie kommt in den US-Bundesstaaten Arizona, Kalifornien, Colorado, Idaho, New Mexico, Nevada, Oregon, Texas sowie Utah und im mexikanischen Bundesstaat Baja California vor.
- Echtes Purpurglöckchen oder Blut-Purpurglöckchen[1] (Heuchera sanguinea Engelm.): Sie gedeiht in Höhenlagen zwischen 1200 und 2600 Meter in Arizona, New Mexico und im mexikanischen Bundesstaat Chihuahua.
- Spitzblättriges Purpurglöckchen[1] (Heuchera villosa Michx.): Sie ist mit zwei Varietäten in den zentralen und östlichen USA verbreitet.
- Heuchera wootonii Rydb.: Sie kommt im US-Bundesstaat New Mexico in Höhenlagen zwischen 2100 und 3700 Metern Meereshöhe vor.[6]

Es gibt gärtnerisch erzeugte Hybriden:
- Heuchera ×brizoides hort. ex Lemoine (= Heuchera americana × Heuchera micrantha × Heuchera sanguinea)

Es gibt auch gärtnerisch erzeugte Hybriden zwischen Heuchera und Tiarella: ×Heucherella:
- ×Heucherella tiarelloides (Lemoine & É.Lemoine) H.R.Wehrh.

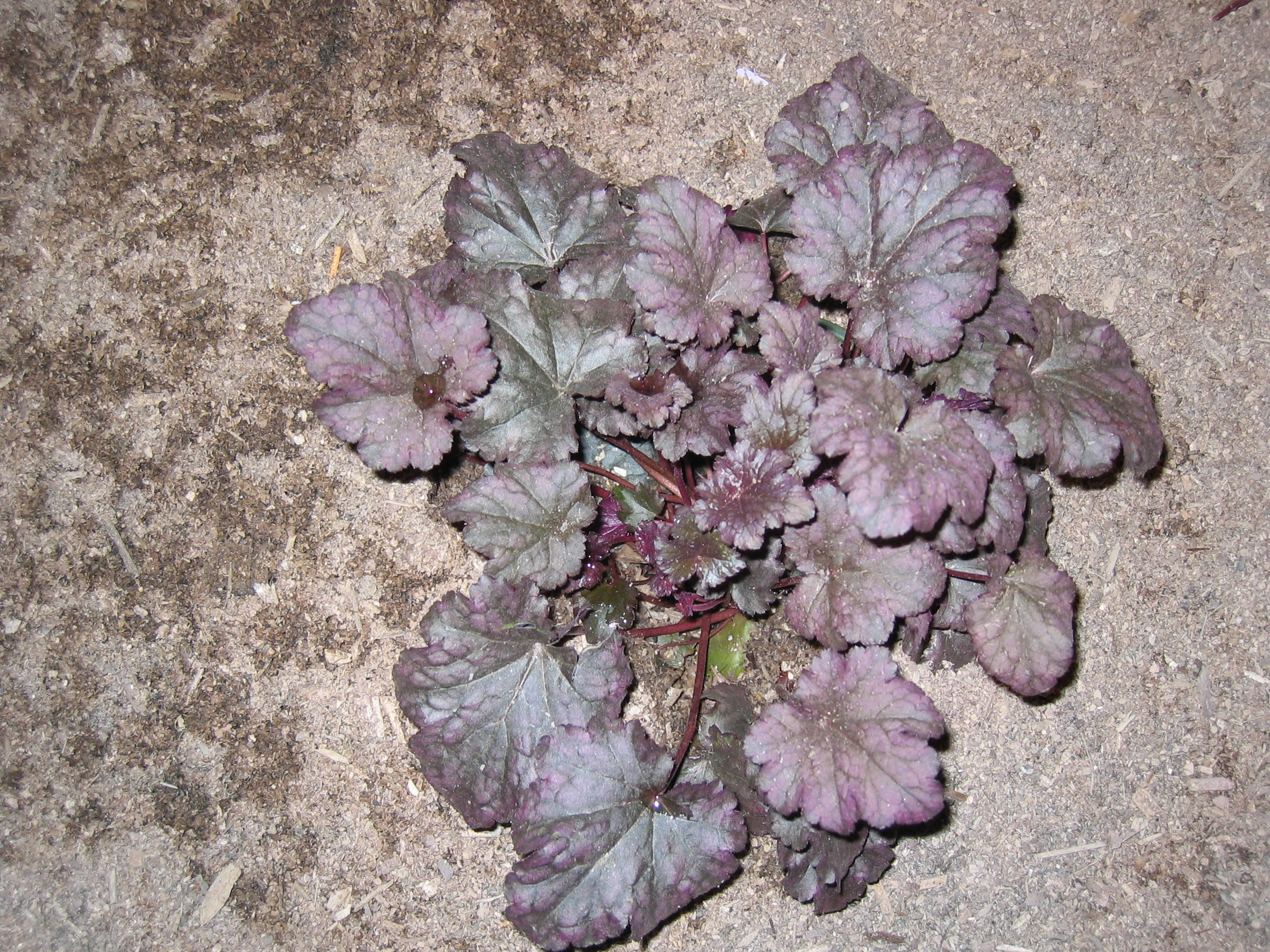
Blattrosette der Heuchera-Sorte 'Starry Night'

## Nutzung
Heute existieren zahlreiche Sorten und Hybriden, meist zwischen Heuchera sanguinea und Heuchera americana (Heuchera ×brizoides), die neben den Sorten der Ausgangsarten in den gemäßigten bis subtropischen Gebieten weltweit als Beet- oder Steingartenpflanzen in Parks und Gärten angepflanzt werden. Es werden auch Sorten von Heuchera americana, Heuchera cylindrica, Heuchera grossulariifolia, Heuchera micrantha, Heuchera richardsonii, Heuchera rubescens, Heuchera sanguinea und Heuchera villosa kultiviert. Weitere deutsche Trivialnamen für rotlaubige Sorten sind Bronzeglöckchen und Rotblättriges Silberglöckchen.

## Philatelistisches
Mit dem Erstausgabetag 4. Dezember 2014 gab die Deutsche Post AG in der Serie Blumen ein Postwertzeichen im Wert von 395 Eurocent mit dem Bild eines Purpurglöckchens heraus. Der Entwurf stammt aus dem Designbüro Klein und Neumann in Iserlohn.